# Branko Međugorac
Branko Međugorac, hrvatski nogometni trener iz Bosne i Hercegovine. 

## Karijera
Bio je izbornik reprezentacije Herceg-Bosne na prijateljskoj utakmici s Paragvajom u Asunciónu 1996. godine.
Krajem 1990-ih bio je trener Ljubuškog. Radio je i kao trener malog nogometa.

## Vanjske poveznice
- Razgovarali smo s akterima povijesne utakmice: Opovrgnuli su i jedan mit te otkrili koji je legendarni svjetski trener sve omogućio  Arhivirana inačica izvorne stranice od 30. studenoga 2022. (Wayback Machine), direktno.hr, preuzeto 30.studenoga 2022.